# KAWS
Brian Donnelly (* 1974), bekannt unter seinem Künstlernamen KAWS, ist ein US-amerikanischer Pop-Art-Künstler und Designer.

## Arbeit
Donnelly machte sich in den 1990er Jahren unter seinem Pseudonym KAWS zunächst als Graffiti-Künstler einen Namen, indem er Anzeigen mit seinen eigenen Motiven übermalte und ironisch umdeutete, anfangs in seiner Heimatstadt New Jersey, dann vor allem in New York und Städten wie Tokio, Paris und Berlin.
Das hierbei häufig eingesetzte und von ihm gestaltete „Companion“-Gesicht mit durchkreuzten Augen bildete einen Ausgangspunkt für seine verschiedenen als Editionen unter dem Label „OriginalFake“ erschienenen Designer Toys und wurde ein wiederkehrendes Motiv in seinen später folgenden Gemälden, bei denen er häufig Comic-Charaktere wie SpongeBob Schwammkopf, die Simpsons oder die Peanuts karikierte und durch seine eigene Symbolik umdeutete. Bei seinen aktuelleren Werken benutzt KAWS solche Zitate zurückhaltender, malt seine abstrakt comichaften und zerstückelten Szenerien häufig auf Shaped Canvas in figürlicher Form oder kreisrunden Tondos.
Seine im öffentlichen Raum ausgestellten Skulpturen sind teilweise an die 10 Meter hoch.
Bei seinen zahlreichen Kollaborationen mit bekannten Lifestyle-Marken und Pop-Ikonen entwarf er unter anderem den Mondmann der MTV Video Music Awards 2013, Schuhe für Nike, Mode, Skateboards und Platten-Cover, zum Beispiel für Kanye West.
KAWS' Arbeiten wurden international in Galerien, Museums- und Open-Air-Ausstellungen gezeigt und erzielen in Auktionen stetig steigende Preise von bis zu mehreren hunderttausend US-Dollar.
Der Künstler lebt und arbeitet in New York.

## Ausstellungen (Auswahl)
- 2011 Focus: KAWS, Modern Art Museum of Fort Worth, Fort Worth, USA
- 2012 Downtime, High Museum of Art, Atlanta, USA
- 2013 Ups and Downs, The Nerman Museum of Contemporary Art, USA
- 2014 Clean Slate, Harbour City, Hong Kong
- 2015 ArtZuid 2015, Amsterdam, Niederlande[1]
- 2015 Along The Way, Brooklyn Museum, Brooklyn, New York
- 2016 KAWS, Yorkshire Sculpture Park, West Yorkshire, UK[2]
- 2017 Where The End Starts, Yuz Museum, Shanghai, China
- 2020 Companionship in the Age of Loneliness, National Gallery of Victoria, Melbourne, Australia

## Nachweise
1. ↑  Bericht auf Hypebeast
2. ↑  KAWS. In: ysp.org.uk. Yorkshire Sculpture Park, abgerufen am 15. Oktober 2020 (englisch).

| Personendaten    | Personendaten                                   |
| ---------------- | ----------------------------------------------- |
| NAME             | KAWS                                            |
| ALTERNATIVNAMEN  | Donnelly, Brian (wirklicher Name)               |
| KURZBESCHREIBUNG | US-amerikanischer Pop-Art-Künstler und Designer |
| GEBURTSDATUM     | 1974                                            |
| GEBURTSORT       | Jersey City                                     |